# Boris Dmitrievič Grigor'ev
Boris Dmitrievič Grigor'ev (in russo Бори́с Дми́триевич Григо́рьев?; Rybinsk, 11 luglio 1886 – Cagnes-sur-Mer, 7 febbraio 1939) è stato un pittore, poeta e grafico russo.

## Biografia

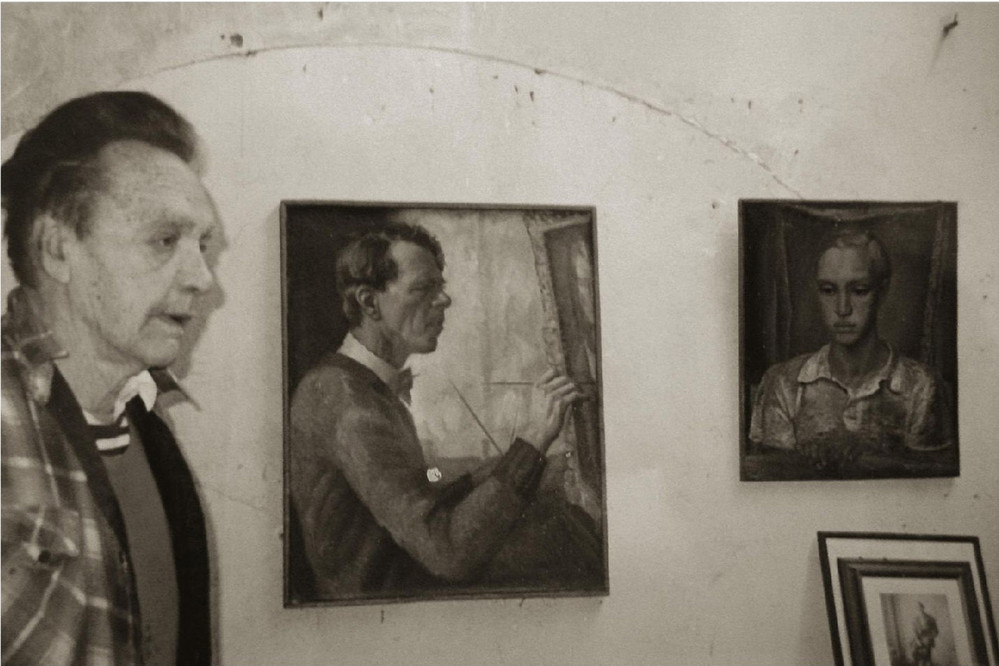
Grigor'ev insieme ai suoi dipinti

Nato a Rybinsk, studiò alla Scuola d'arte Stroganov dal 1903 al 1907 sotto la guida di Dmitrij Ščerbinovskij, proseguendo poi gli studi dal 1907 al 1912 presso l'Accademia Imperiale delle Arti di San Pietroburgo sotto la guida di Aleksandr Kiselëv, Dmitrij Kardovskij e Abram Archipov. Nel 1909 iniziò ad esporre le sue opere all'interno del collettivo artistico Unione degli Impressionisti. In seguito nel 1913 divenne membro del movimento Mir iskusstva.
Dal 1916 al 1918 creò una serie di dipinti e illustrazioni grafiche avendo come tematica la povertà, raffigurando la Russia rurale dell'epoca. Nel settembre 1919 fu tra i fondatori del collettivo di artisti russi chiamato Società dei giovani artisti.
Nel 1919 lasciò la Russia, viaggiando e vivendo in molti paesi tra cui Finlandia, Germania, Francia, Stati Uniti, America centrale e Sudamerica. Per un certo periodo visse in esilio a Parigi a causa della rivoluzione bolscevica; qui frequentò l'Académie de la Grande Chaumière, venendo fortemente influenzato da Paul Cézanne.
Morì a Cagnes-sur-Mer nel 1939.